# Poul Schlüter
Poul Holmskov Schlüter (3. dubna 1929 Tønder – 27. května 2021) byl dánský politik, představitel dánské Konzervativní lidové strany, jejímž byl v letech 1974–1977 a 1981–1993 předsedou. V letech 1982–1993 byl premiérem Dánska, jediným premiérem za konzervativní stranu po druhé světové válce. Během jedenácti let vedl čtyři kabinety. Roku 1989 krátce zastával funkci ministra spravedlnosti. V letech 1994–1997 byl viceprezidentem Evropského parlamentu.
Na funkci předsedy vlády musel rezignovat po tzv. tamilské aféře (tamilsagen), kdy mu bylo prokázáno, že nepravdivě informoval dánský parlament ve věci udílení azylu tamilským uprchlíkům. Napsal v Dánsku populární autobiografii nazvanou Sikken et liv.

## Vyznamenání
- velkokříž Řádu prince Jindřicha – Portugalsko, 31. října 1987[3]
- rytíř velkokříže Řádu Dannebrog – Dánsko, 2000
- rytíř velkokříže Řádu dubové koruny – Lucembursko
- komtur velkokříže Řádu polární hvězdy – Švédsko